# Stephen Waley-Cohen

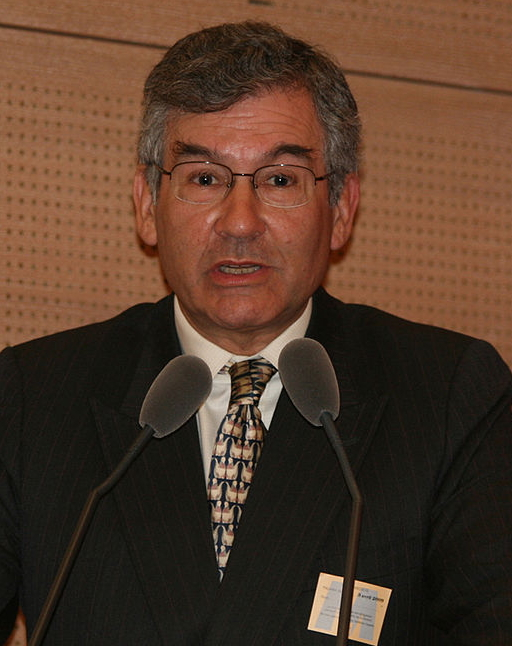
Stephen Harry Waley-Cohen, 2012

Sir Stephen Harry Waley-Cohen, 2. Baronet (* 22. Juni 1946 in Westminster, London) ist ein englischer Theaterinhaber, -manager und -produzent, der zuvor eine Karriere als Geschäftsmann und Finanzjournalist absolviert hatte. Er leitet das St. Martin’s Theatre im Londoner West End und ist der aktuelle Produzent von Die Mausefalle, dem am längsten laufenden Stück der Welt.  Er ist Vorsitzender des Royal Academy of Dramatic Art (RADA) Council.
Er ist der ältere Sohn des ehemaligen Lord Mayor von London Sir Bernard Waley-Cohen, 1. Baronet, dessen Adelstitel als 2. Baronet, of Honeymead in the County of Somerset, er 1991 erbte. Er hat selbst fünf Kinder aus zwei Ehen, darunter die Violinistin Tamsin Waley-Cohen und den Unternehmer Jack Waley-Cohen.